# Torres Petronas
Las Torres Petronas, situadas en Kuala Lumpur, capital de Malasia, fueron los edificios más altos del mundo entre 1998 y 2003, superados el 17 de octubre de ese mismo año por el Taipei 101 en Taiwán. Actualmente, son las torres gemelas más altas del mundo. Las torres, con una altura de 452 metros y 88 pisos de hormigón armado, acero y vidrio, se han convertido en el símbolo de Kuala Lumpur y Malasia.

## Historia
Fueron diseñadas por el arquitecto argentino César Pelli y terminadas en 1998. Con 88 pisos, de estructura mayoritariamente de hormigón, acero, aluminio y vidrio (fachada), evocan motivos tradicionales del arte islámico, haciendo honor a la herencia musulmana de Malasia. La base tenía inicialmente la forma de la Estrella de Salomón (estrella de ocho puntas). Pelli utilizó un diseño geométrico islámico en su planta al entrelazar dos cuadrados, de tamaño gradualmente decreciente en la parte superior, la cual está basada en un motivo muy tradicional en la cultura islámica: a las ocho puntas les añadió salientes lóbulos de refuerzo con lo que se logra una estrella de ocho puntas incluyendo círculos (y con esto una estrella de doce puntas) en cada intersección. La construcción de las torres comenzó en 1992.
La estructura básica se tomó de un proyecto no realizado para una torre en Chicago.[cita requerida]

## Información de las torres

Desarrollo de las Torres Petronas a partir del octonario o -en árabe: Rub el Hizb- Torre 1. En el piso 43 aunque la planta es el símbolo Rub el Hizb se notan otros ocho refuerzos lobulados (círculos rojos).

Entre los datos más relevantes y curiosos de las torres, se encuentran los siguientes:
- 78 ascensores (39 por torre).
- Superficie total de 395 000 m² (contando ambas torres).
- 88 pisos, con un pasadizo elevado en los pisos 41 y 42.

## Eventos destacables
Cientos de personas fueron evacuadas el 12 de septiembre de 2001 después de una amenaza de bomba que fue telefoneada el día siguiente de los atentados del 11 de septiembre de 2001 que destruyeron las torres gemelas del World Trade Center en Nueva York. Las escuadrillas de desactivación de bombas no encontraron ninguna bomba en las Torres Petronas. Se permitió a los trabajadores y compradores volver tres horas más tarde, alrededor del mediodía. Nadie fue herido durante la evacuación.
Durante la tarde del 4 de noviembre de 2005, un fuego estalló en el complejo de cine del Suria KLCC, el centro comercial de debajo de las Torres Petronas, provocando el pánico. No hubo ningún herido. Los edificios estaban casi vacíos, excepto el centro comercial Suria KLCC, debido a que eran horas tardías; solo afectó a espectadores del cine y algunos comensales que estaban cenando en los restaurantes.
Durante la mañana del 1 de septiembre de 2009, el trepador urbano francés Alain "el Trepador" Robert, usando solo sus manos y pies y sin dispositivos de seguridad, escaló a la cima de la Torre Dos, después de que dos intentos anteriores hubieran acabado en detención. El 20 de marzo de 1997, la policía lo detuvo en el piso 60, a 28 pisos "de la cumbre". Hizo una segunda tentativa el 20 de marzo de 2007, exactamente diez años más tarde, y fue detenido otra vez sobre el mismo piso, aunque sobre la otra torre.
El punto culminante de la película de 1999 Entrapment fue filmado en el puente que une las dos torres. Además de esta, otras escenas de películas han sido rodadas en este puente.

## Galería

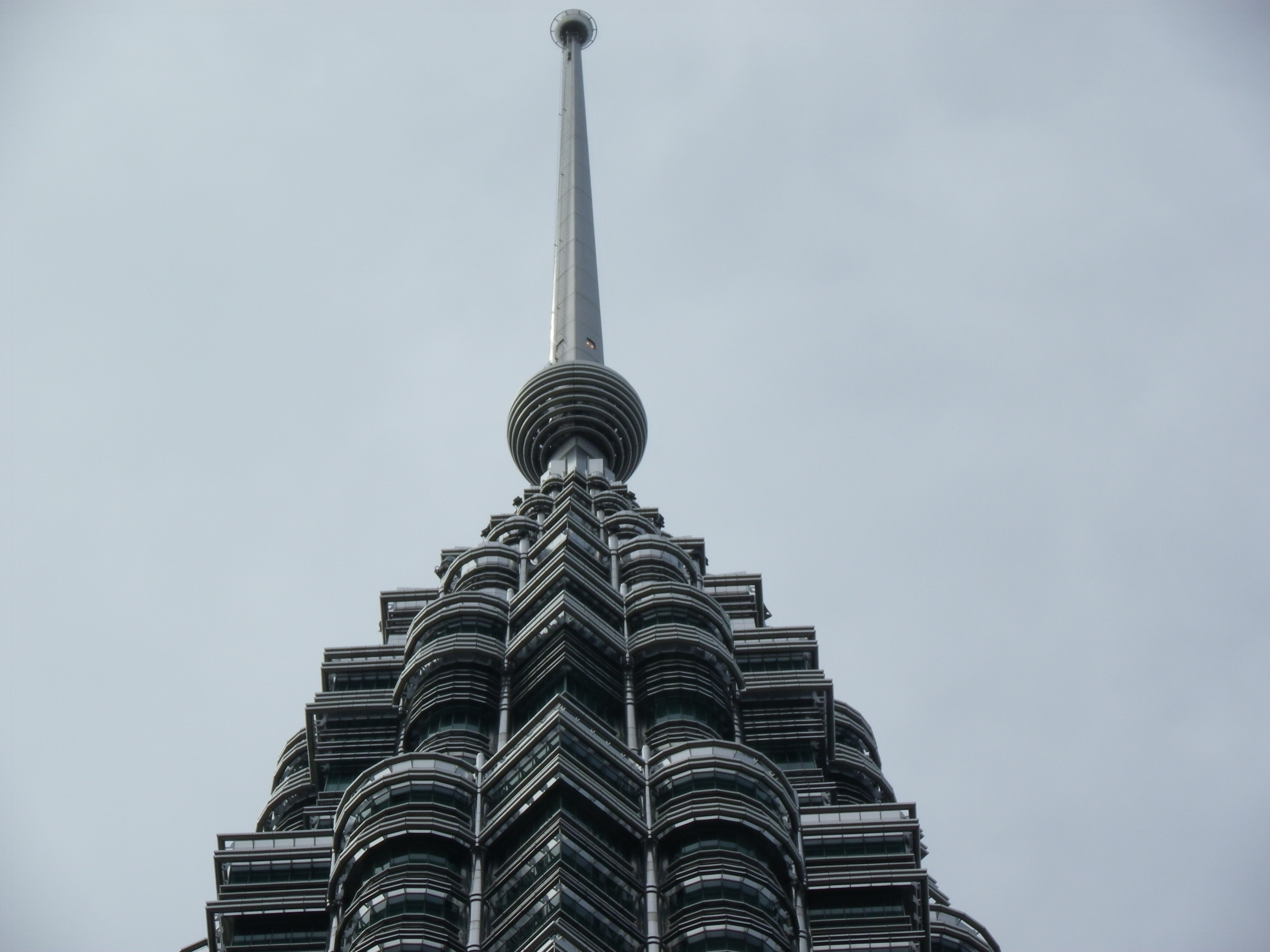
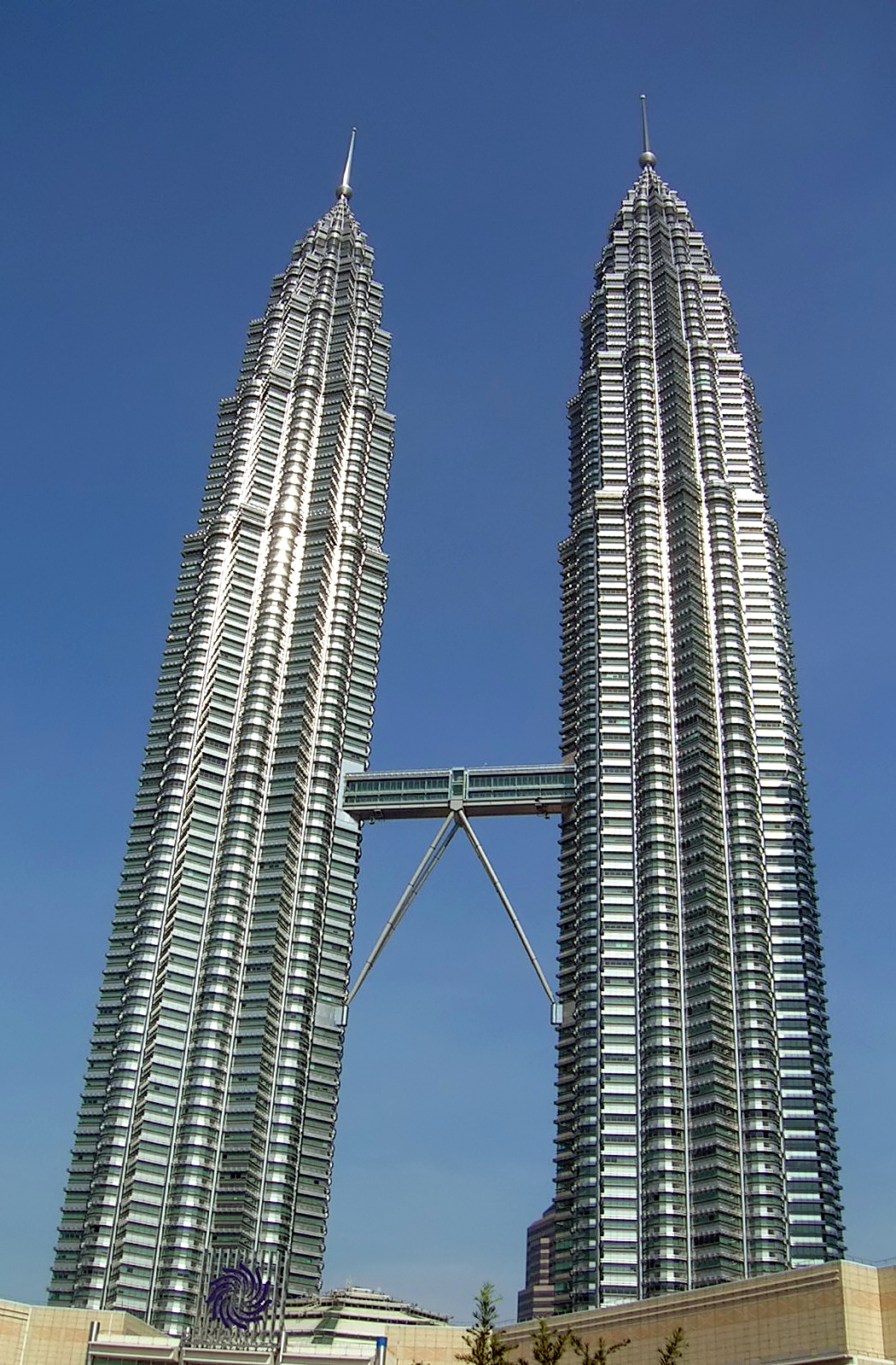
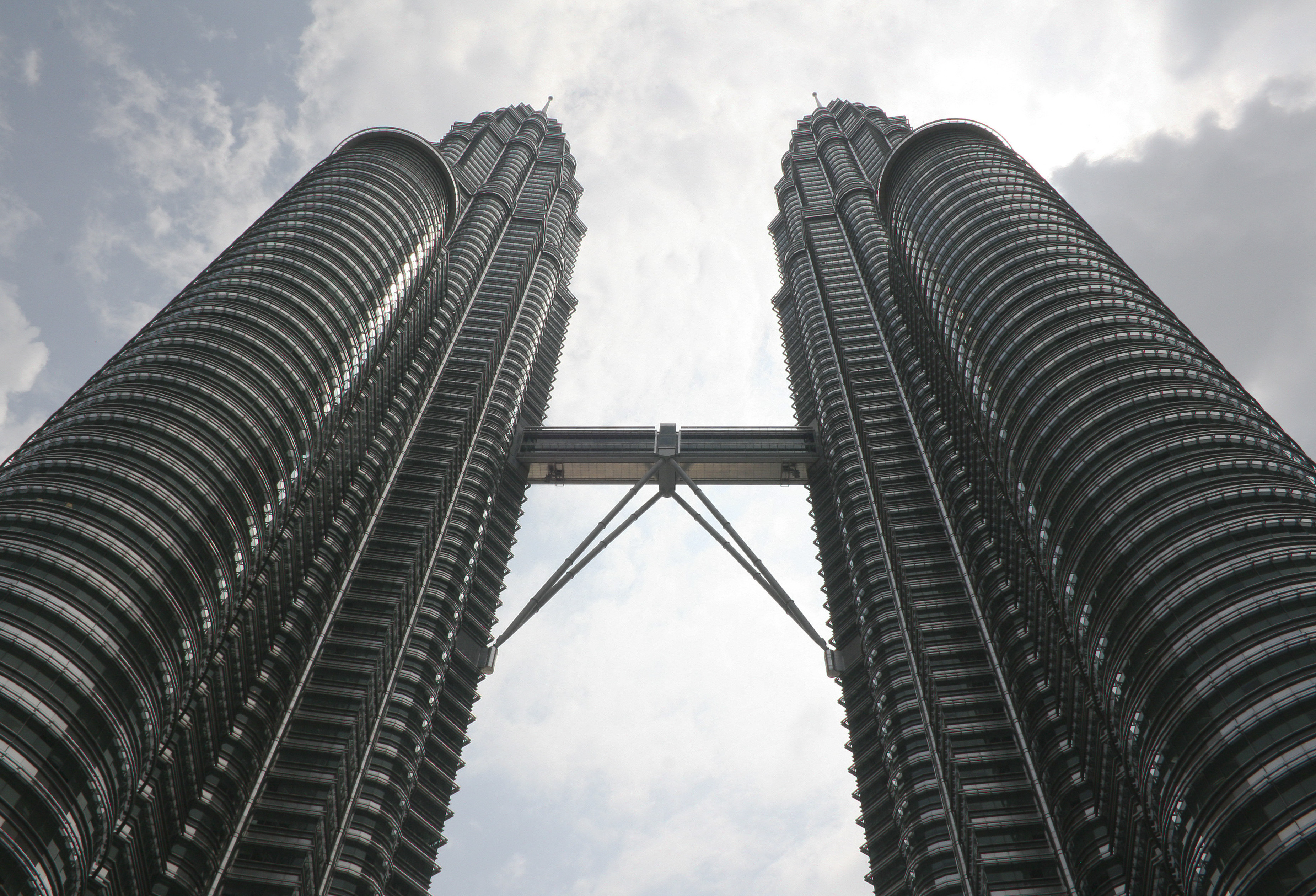
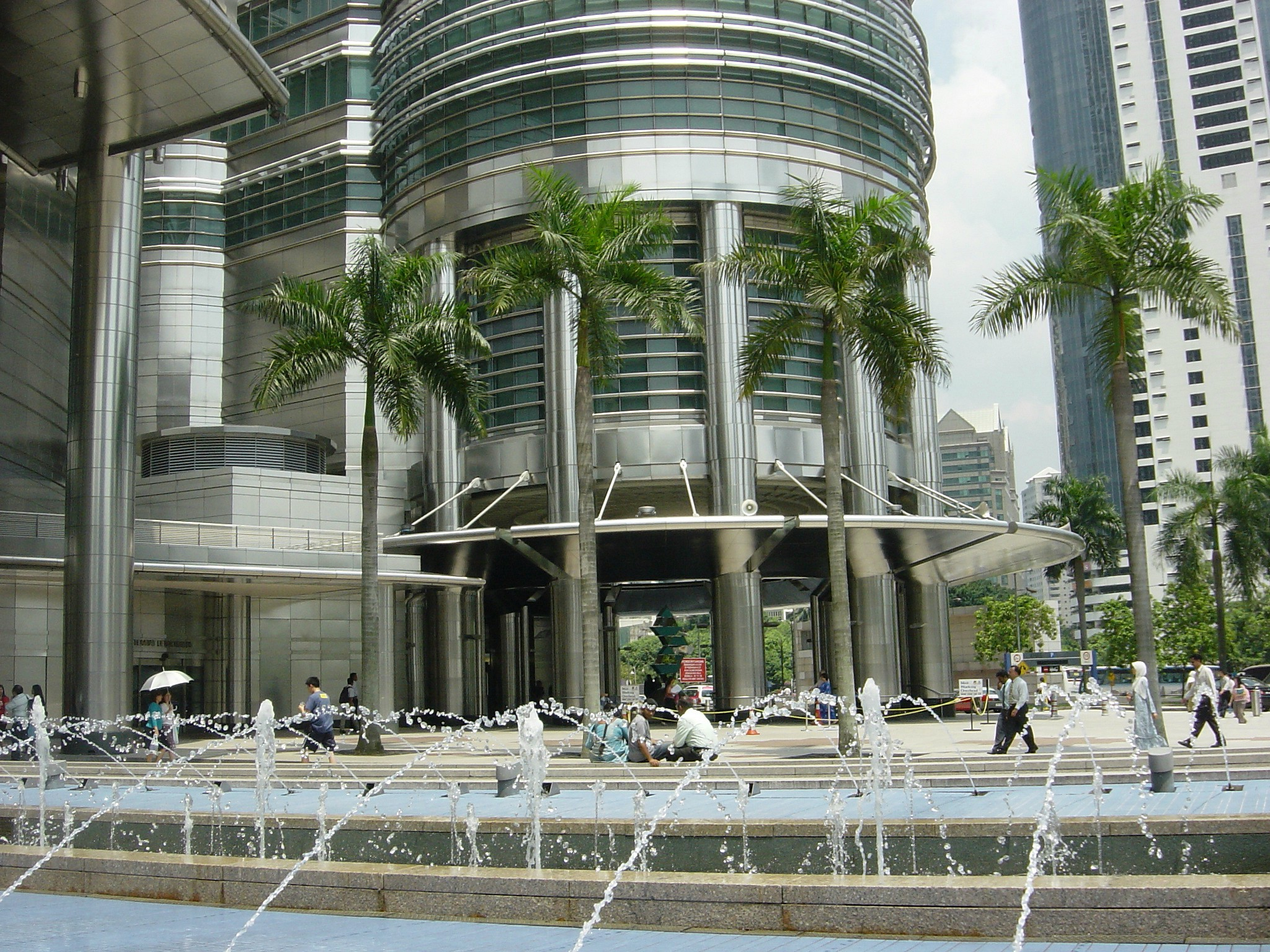
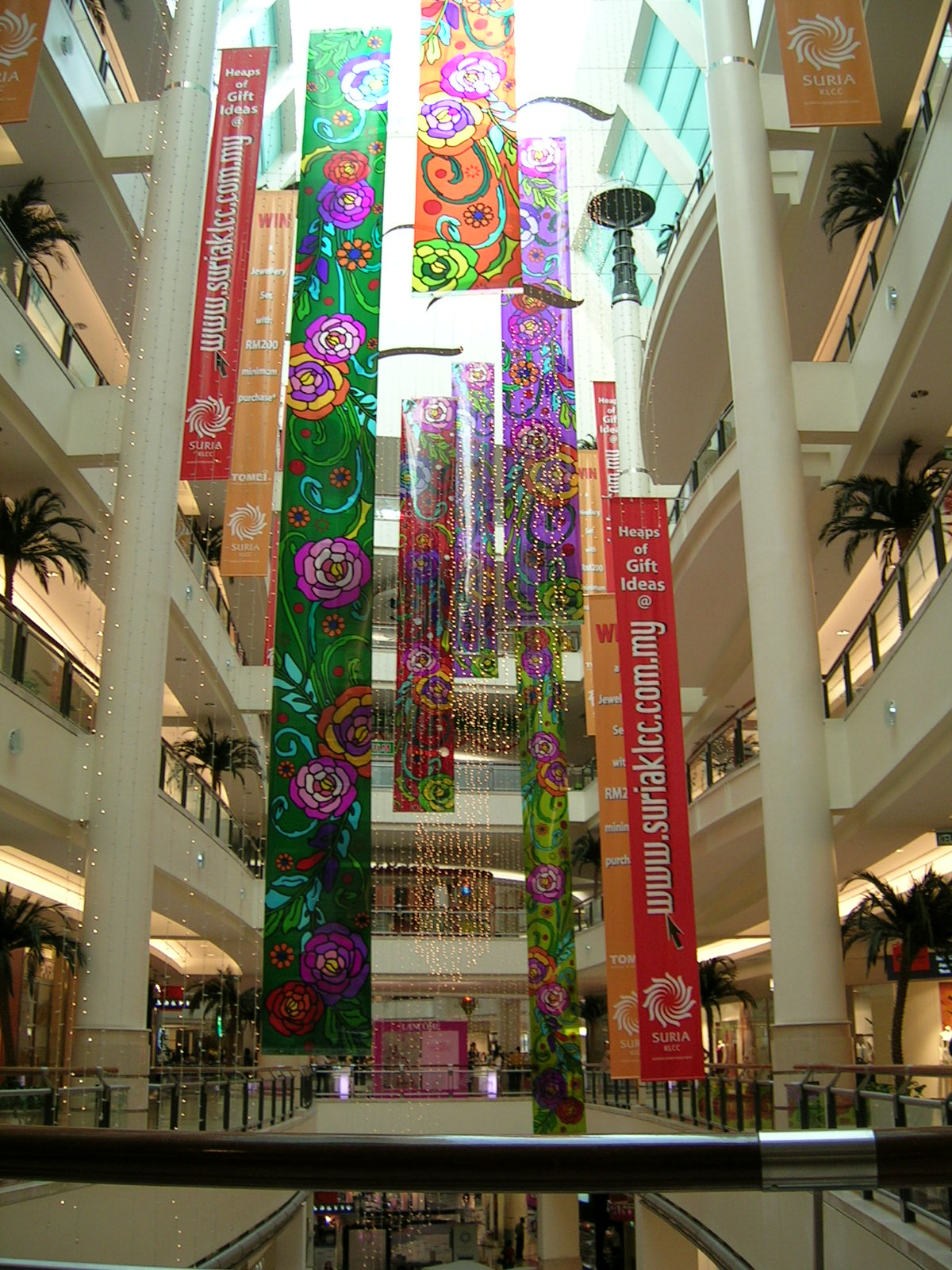
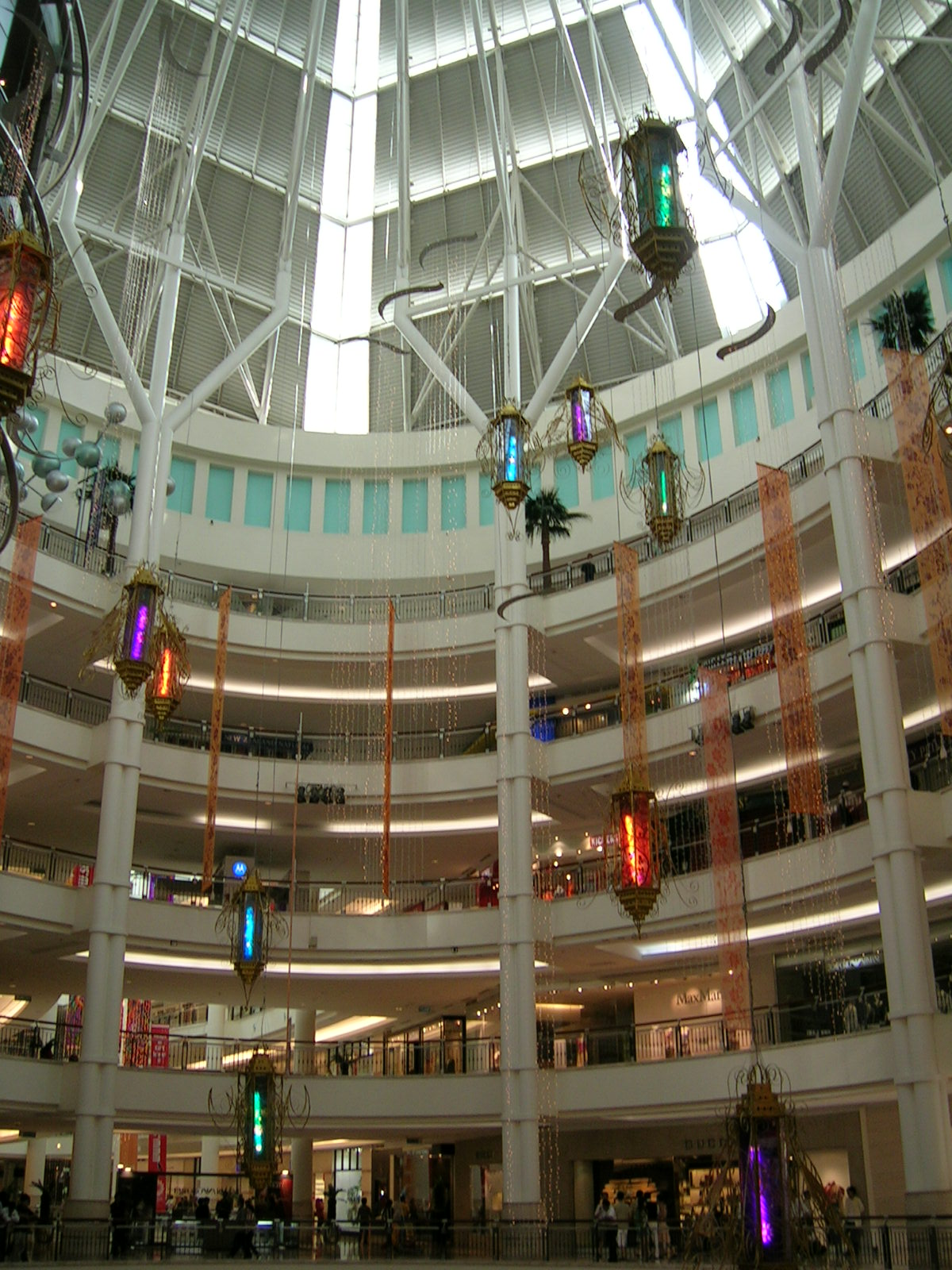

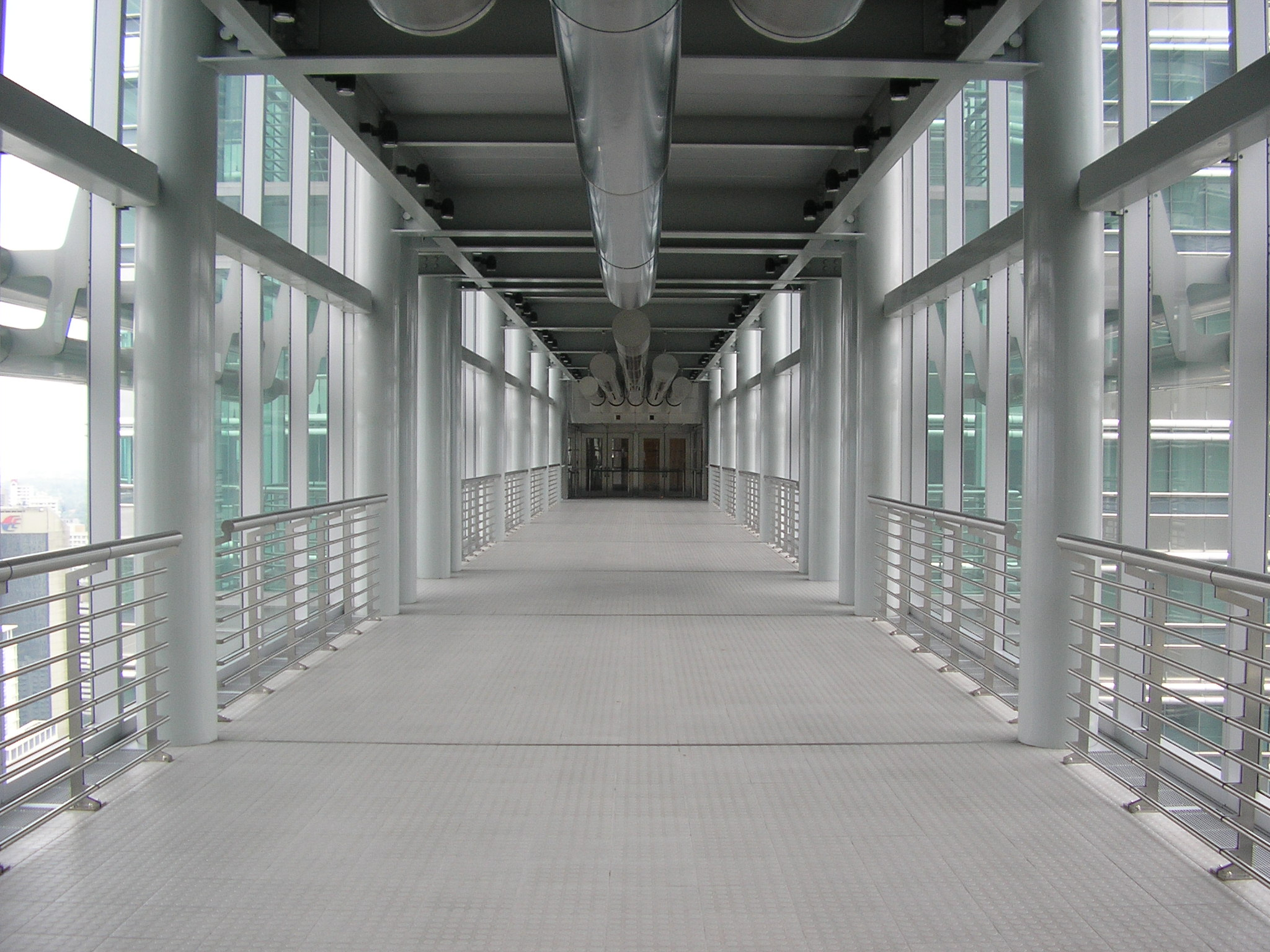
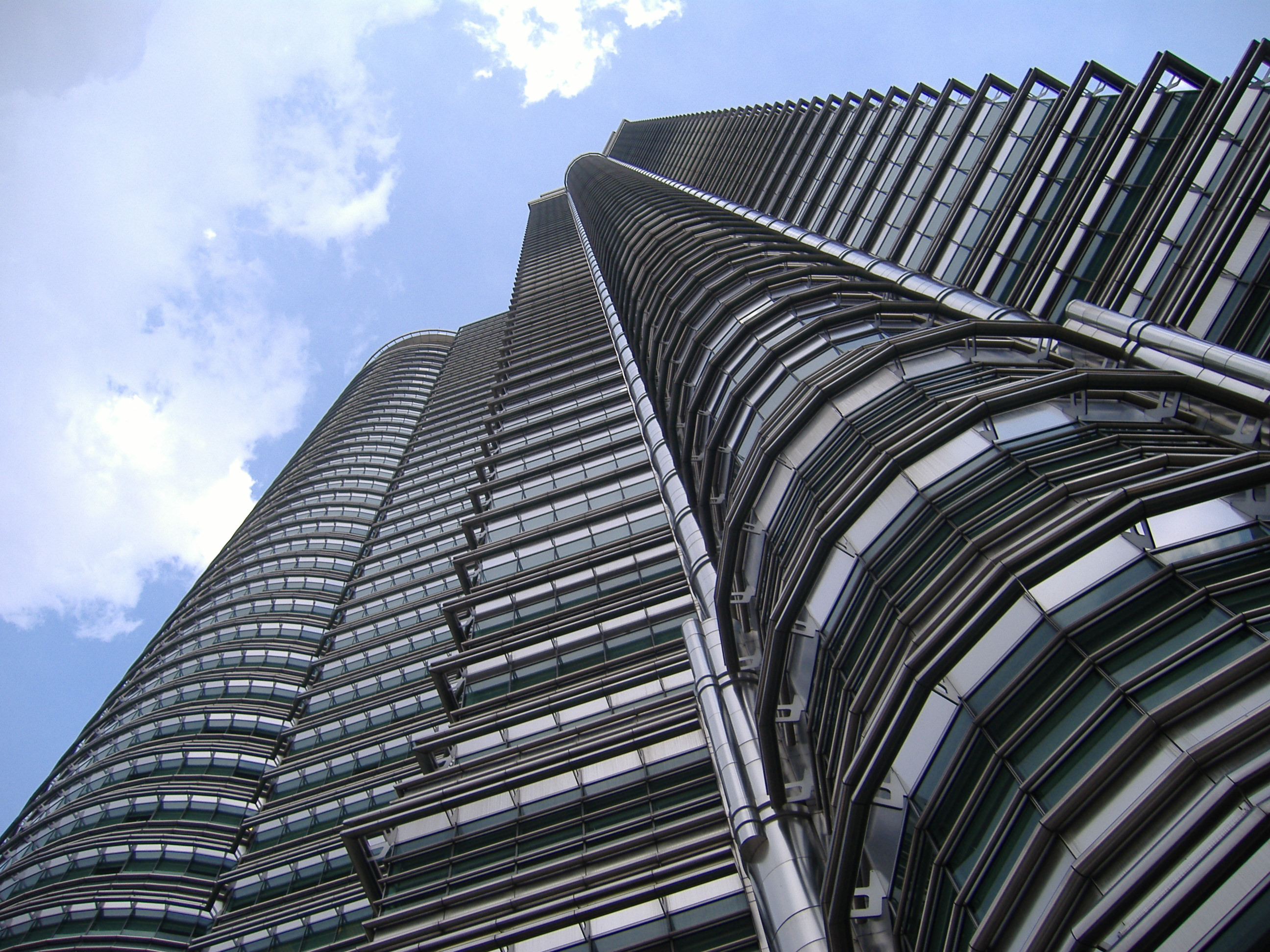
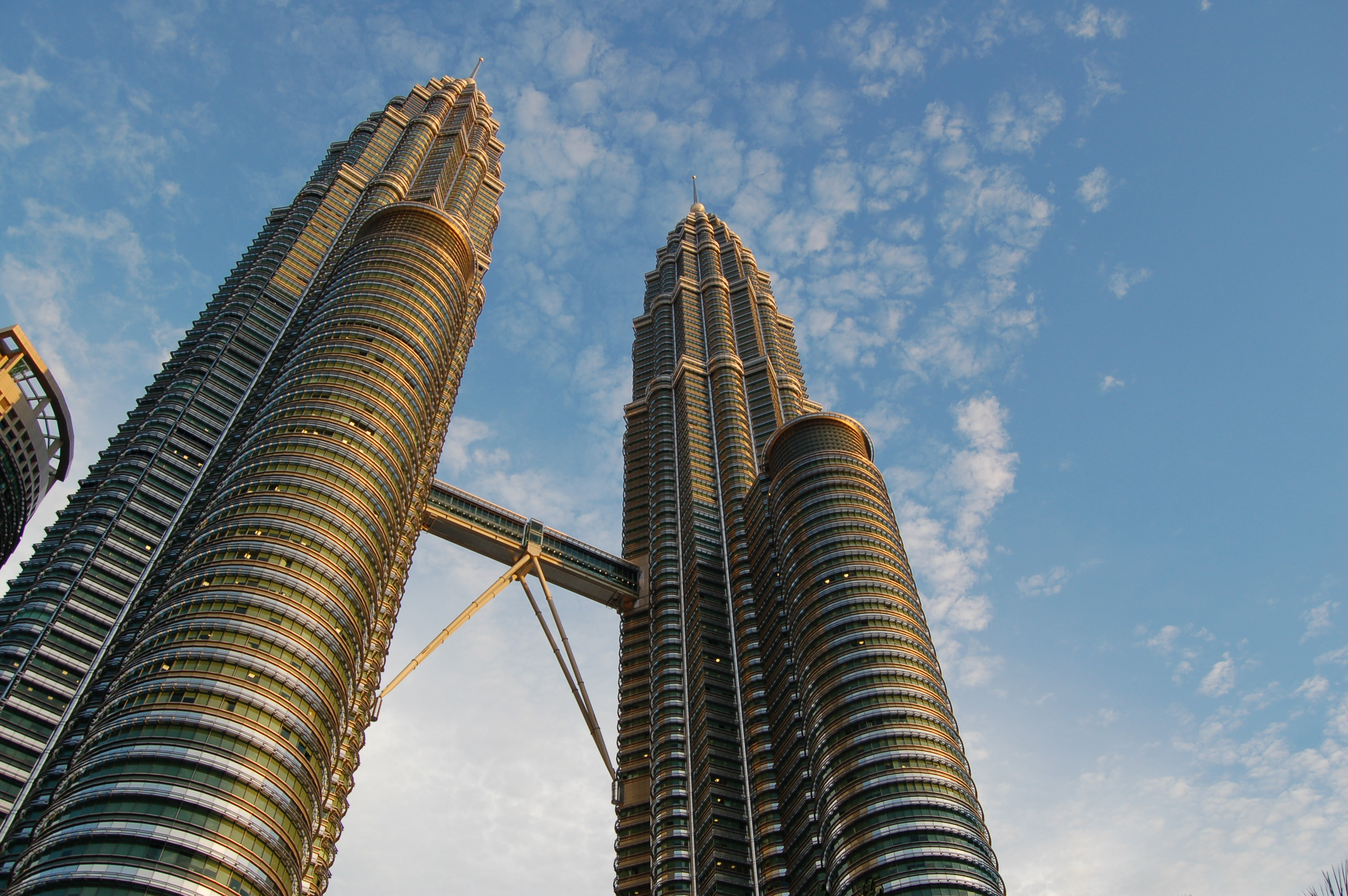
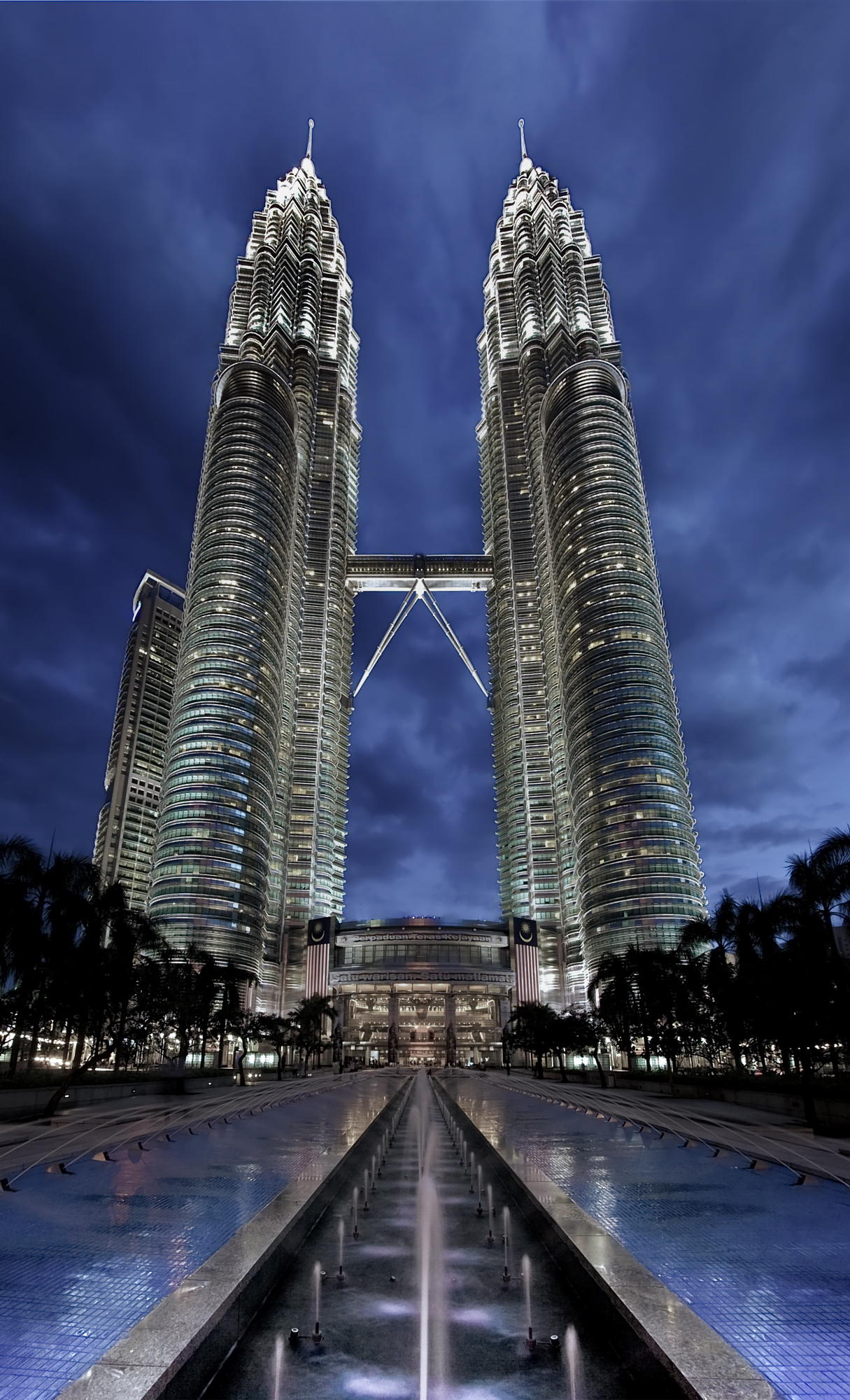

## Sucesión
| Predecesor: Menara Maybank | Edificio más alto de Kuala Lumpur 1998 - 2023 | Sucesor: Merdeka PNB118 |
| Predecesor: Menara Maybank | Edificio más alto de Malasia 1998 - 2023      | Sucesor: Merdeka PNB118 |
| Predecesor: Torre Willis   | Edificio más alto del mundo 1998 - 2003       | Sucesor: Taipei 101     |